# Iván García Cortés
Pour les articles homonymes, voir Iván García, García et Cortés.
Iván García Cortés, dit Iván Miner, est un footballeur espagnol né le 3 juin 1971 à Gijón.

## Carrière
- 1990-91 :  UD Gijón Industrial
- 1991-93 :  Real Sporting de Gijón B
- 1993-95 :  Real Sporting de Gijón
- 1995-98 :  Deportivo Chaves
- 1998-99 :  FC Cartagena
- 1999-00 :  FC Alverca
- 2000-04 :  CD Santa Clara
- 2004-05 :  CU Micaelense
- 2005-06 :  Marino de Luanco
- 2006-09 :  Ribadesella CF[1]